# Ferrocarril de vía estrecha del Vístula

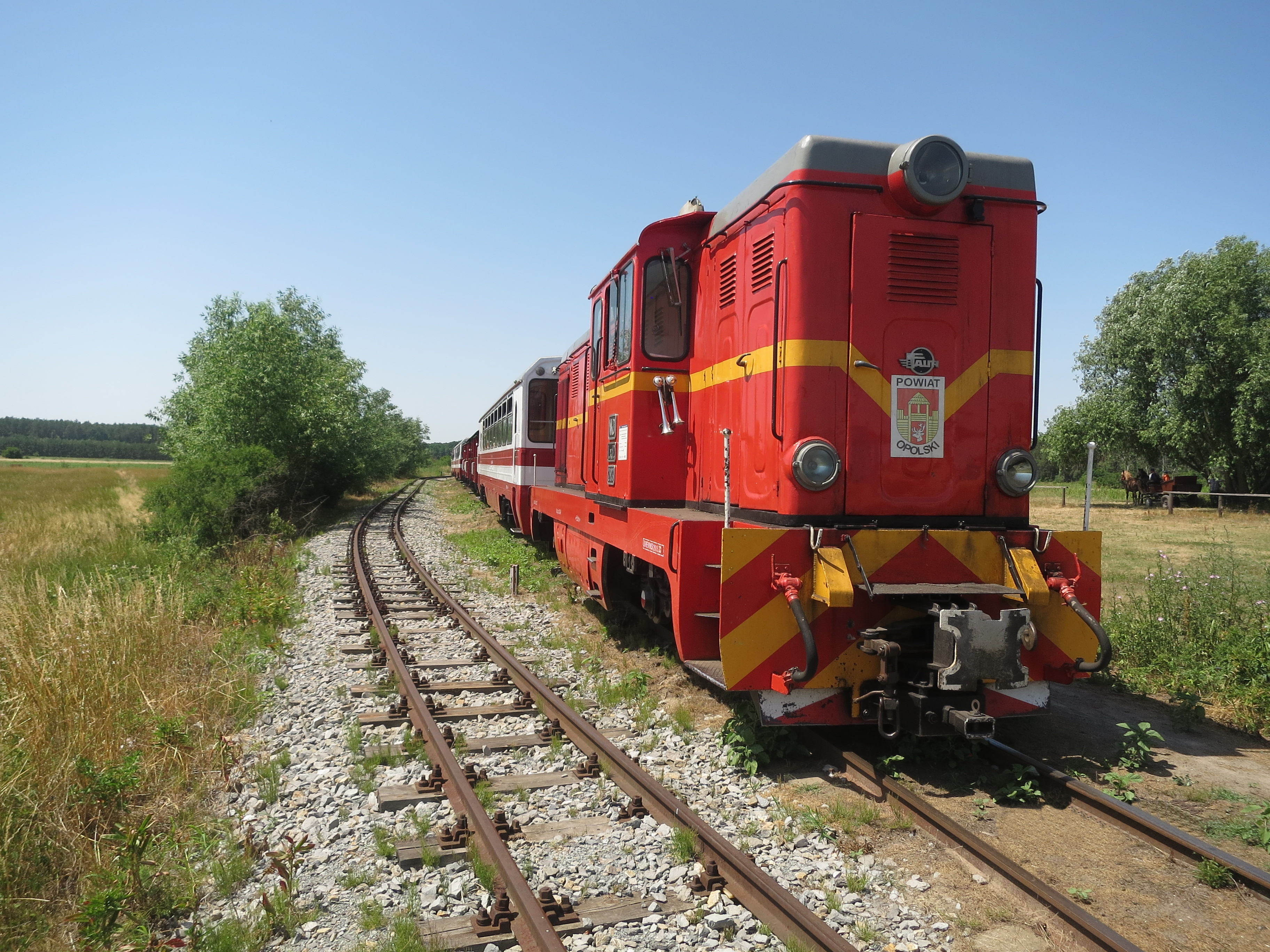
Parada en la estación de Polanówka. En primer plano la locomotora Lxd2.

El Ferrocarril de vía estrecha de Vístula (anteriormente: Ferrocarril de Cercanías de Nałęczów) - un ferrocarril histórico de vía estrecha con un ancho de vía de 750 mm en la parte occidental del voivodato de Lublin, en los distritos de Opole y Puławy, el único ferrocarril de vía estrecha que funciona en la voivodía. La estación central y sus instalaciones técnicas se encuentran en la estación de Karczmiska Pierwsze. En la estación de Nałęczów Wąskotorowy hay una conexión entre la NKD y la red ferroviaria de ancho internacional en el tramo Dęblin - Lublin.
En la actualidad, el ferrocarril es propiedad del Distrito de Opole y está gestionado por la Dirección de Carreteras del Distrito de Opole Lubelskie, con sede en Poniatowa. Todos los domingos, desde mayo hasta finales de septiembre, se organizan viajes en la ruta Karczmiska - Opole Wąskotorowe - Karczmiska - Polanówka - Karczmiska, acompañados de una fogata y una visita a la histórica estación, y ocasionalmente se ofrecen también otras atracciones, como por ejemplo la proyección de películas.

## Historia

### Los inicios: los ferrocarriles a las fábricas de azúcar

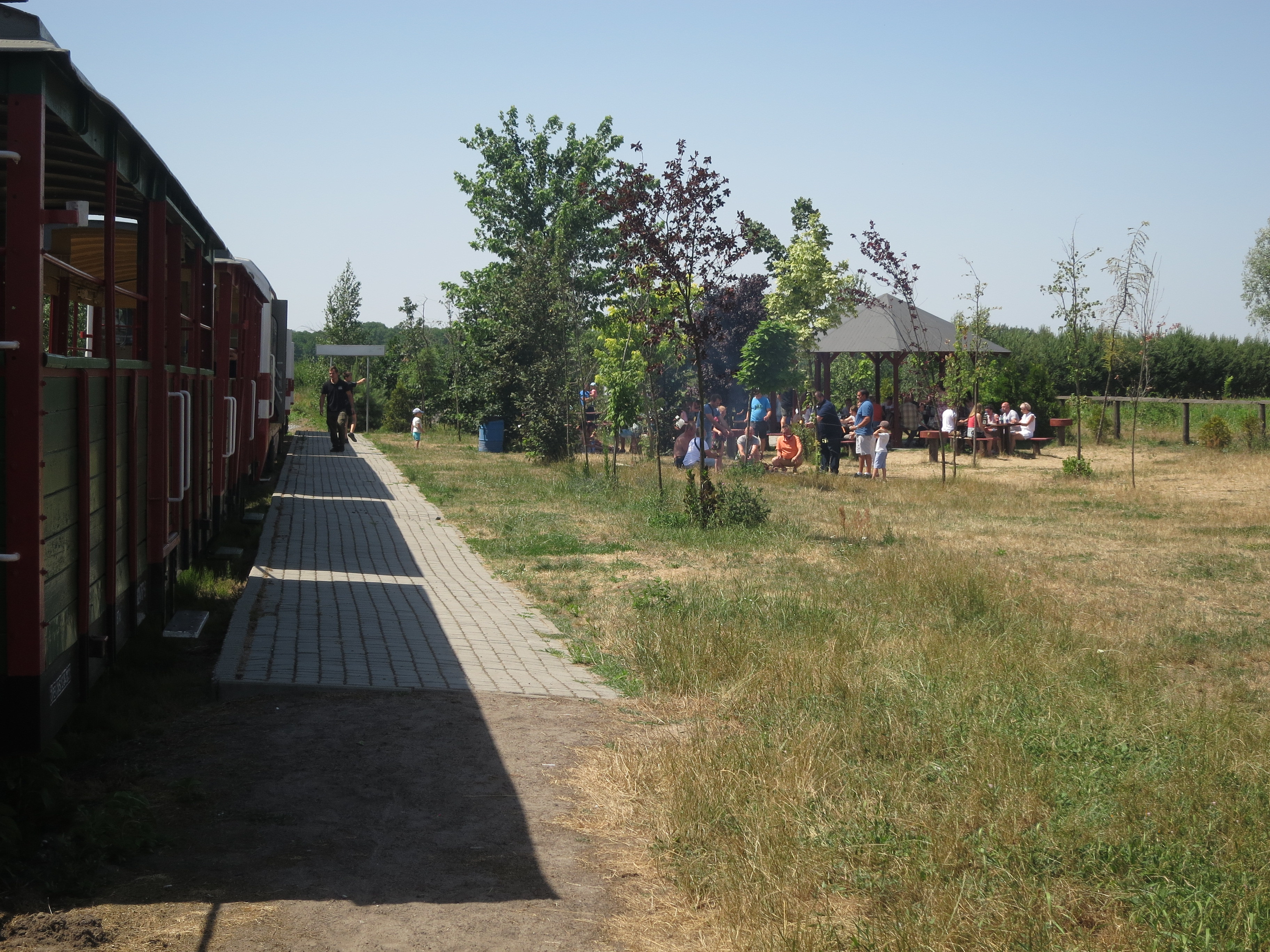
Vista a la estación de Polanówka.

La construcción de ferrocarriles en esta zona fue iniciada por Jan Kleniewski, terrateniente e industrial local, propietario, entre otras cosas, de la fábrica de azúcar Zagłoba; el primer ferrocarril se construyó precisamente para servir a esta fábrica de azúcar. En los años 1892-1893 funcionó durante un corto periodo de tiempo un ferrocarril provisional con raíles de madera entre la granja Polanówka y la fábrica de azúcar. Al principio, los vagones de 5-6 toneladas eran tirados por caballos. En 1900 se creó un ferrocarril de hierro entre Zagłoba y la granja de Brzozowa y la estación de Kępa Chotecka (750 mm). Hasta el año 1914 la familia Kleniewski amplió sistemáticamente el ferrocarril: en 1911 se realizó un tramo Zagłoba-Wymysłów con un ramal Szczekarków - Wilków - ribera del Vístula. Al principio se utilizaba la tracción a caballo (el material rodante constaba de 10 vagones, 2 plataformas y varios caballos), y en 1912 se compraron las primeras locomotoras de vapor.
Al mismo tiempo, se construyó un ferrocarril independiente para dar servicio a la fábrica de azúcar de Opole. En 1908 se estableció una línea entre la fábrica de azúcar y la mina de turba de Łaziska, mientras que en 1911-1913 se creó un tramo hasta el puerto de Piotrawin.
En el verano de 1915, los rusos en retirada destruyeron tanto las fábricas de azúcar como su ferrocarril. Desmontaron los raíles y ahogaron el material rodante en el Vístula.

### Tiempos de esplendor - ferrocarril público
Tras la retirada de los rusos, el territorio pasó a estar bajo ocupación austriaca. La familia Kleniewski reconstruyó algunos tramos del ferrocarril y el 1 de octubre de 1916 se inauguró un nuevo tramo hasta la estación de Wąwolnica (actual Nałęczów). Se introdujo el tráfico regular de pasajeros en la ruta Wąwolnica-Opole.
Después de la Primera Guerra Mundial, el ferrocarril, de 54 km en total, pasó a manos del Ministerio de Ferrocarriles, más tarde una parte volvió a manos privadas  en 1928 los 43 km pertenecían al Estado. En la década de 1920, en los documentos de los Ferrocarriles Nacionales Polacos (en polaco: Polskie Koleje Państwowe - PKP), el ferrocarril figura como linja Nałęczów-Opole z odgałęzieniem Karczmiska-Rybaki (en español: la línea Nałęczów-Opole con el ramal Karczmiska-Rybaki), los trenes de pasajeros con horario fijo seguían circulando solo en la ruta Wąwolnica/Nałęczów-Opole; una parte de ellos se realizaba con automotores. Además, se realizaban transportes turísticos en la ruta Piotrawin - Nałęczów. En 1938 se construyó un ramal en dirección a las fábricas electrotécnicas de Poniatowa, que entonces formaban parte del Distrito Industrial Central. 
El tráfico se realizaba con locomotoras de vapor compradas en la fábrica de locomotoras de vapor de Kolomyia, en Rusia, que, conocidas como kołomyjki o samowarki, siguieron funcionando hasta los años 50. En los años 20 también se importaron vagones más grandes de 8 y 15 toneladas, y en la década siguiente otra locomotora de vapor, esta vez una Px29 de 40 toneladas de producción nacional. La familia Kleniewski siguió invirtiendo en el ferrocarril, comprando, entre otras cosas, 2 locomotoras. En el periodo de entreguerras se añadieron otros tramos de vía, hasta Opole Lubelskie y Piotrawin.
Además de las líneas de los PKP, en el periodo de entreguerras existían también ferrocarriles de la fábrica de azúcar de Opole: hasta Piotrawin y sus ramales (tracción a caballo) y el recién construido en dirección a Świdno (tracción a vapor). En las líneas dedicadas a la fábrica de azúcar a veces había también transportes de pasajeros, por ejemplo, trenes de colonias. Además, existía una línea desde Szczekarków por Wilków hasta la ribera del Vístula (el fragmento hasta el Vístula fue desmantelado posteriormente) y un ferrocarril privado de tracción animal (tirado por caballos) de Niezabitów a Łubki, probablemente desmantelado poco después de la Segunda Guerra Mundial.
Durante la Segunda Guerra Mundial se volvió a construir la línea Zagłoba-Kępa Chotecka (en 1942), y se estableció un ferrocarril económico en Bełżyce, que estaba previsto que conectara con la Ferrocarril de vía estrecha de Vístula. Durante la ocupación, los alemanes crearon un campo para prisioneros de guerra soviéticos y judíos en Poniatowa, utilizando el ferrocarril para transportarlos. En 1944 el ocupante nazi se llevó parte del material rodante y lo hundió en el río Vístula. El resto, gracias a la generosidad de la población local, se ocultó en los bosques cercanos al Vístula. Los automotores que pertenecían al ferrocarril se encontraron en Wroclaw después de la guerra.
Después de la guerra, los Ferrocarriles Polacos asumieron el último tramo perteneciente a la familia Kleniewski (hasta Piotrawin), planeando una conexión con Starachowice, tras el puente sobre el Vístula (sólo se construyó un corto tramo entre Starachowice e Iłża). En la posguerra, los PKP introdujeron en el horario también cursos dirigidos a Poniatowa y a Wilków (en la década de 1950), pero ya en la década de 1960 se eliminó el tráfico de pasajeros a Wilków y este tramo volvió a utilizarse sólo para el transporte de carga. 
En la línea de la fábrica de azúcar entre Opole y Piotrawin se construyó en 1959 una circunvalación para rodear el pueblo de Niezdów debido al peligro de incendio que suponían las locomotoras de vapor. Aproximadamente una década después, la azucarera liquidó su red ferroviaria: en 1968 se desmanteló la línea que conducía a Piotrawin, y en 1970 la destinada a Świdno. Al final del funcionamiento de la fábrica de azúcar, sólo quedaba el ramal de la estación y el sistema de vías en sus terrenos. En un período similar, también se desmantelaron las vías hacia Kępa Chotecka a través de la ZPOW Zagłoba, en la primera etapa el tramo entre Brzozowa y Kępa Chotecka, y el resto en la segunda.
Sin embargo, los PKP continuaron modernizando su red: en 1968 se introdujeron las locomotoras diésel Lxd2 rumanas, que marcaron el principio del fin de la tracción de vapor. La última locomotora de vapor Px48 fue retirada en 1980. Asimismo, se introdujeron transportadores para llevar vagones normales, así como carriles de tipo más pesado adaptados al nuevo material rodante. En 1988 se introdujeron nuevos vagones Bxhpi, también de fabricación rumana.
En 1990 el ferrocarril tenía 253 empleados. A partir de 1989, el tráfico de mercancías y pasajeros comenzó a descender bruscamente. En 1991, los trenes de pasajeros en dirección a Poniatowa dejaron de circular, y cuatro años después se canceló la última conexión permanente para pasajeros con Opole. En su lugar, se introdujeron trenes turísticos especiales. En 1994 se transportaron 3.400 personas en 35 trenes turísticos, mientras que en 1998 17.063 personas en 187 trenes. En el año 1998 también se transportaron 15.000 toneladas de mercancías, principalmente polvo de carbón. No obstante, el ferrocarril siguió arrojando pérdidas y, a finales de 2001, los Ferrocarriles Nacionales Polacos dejaron de funcionar por completo. Por otra parte, en 1999 un camión estropeó el viaducto en Rogalów.

### Historia reciente: el ferrocarril turístico
Los PKP entregaron todo el ferrocarril a la oficina del distrito de Opole Lubelskie: en 2002 se traspasaron las vías y el material rodante, y en 2008 también los terrenos y los edificios. Las autoridades del distrito eligieron un nuevo operador: la Asociación de Transportes Ferroviarios Locales (Stowarzyszenie Kolejowych Przewozów Lokalnych), que gestionó el ferrocarril en los años 2003-2008. Durante este período había recorridos regulares del tren turístico Nadwiślanin: los domingos seleccionados en la temporada desde abril hasta octubre en la ruta de Nałęczów Wąsk a Karczmisko, junto con una fogata organizada en un claro. Además, una vez al año, en septiembre, circulaba el llamado tren de peregrinación en la ruta Opole Wąskotorowe - Wąwolnica - Nałęczów Wąskotorowy - Wąwolnica (en la temporada 2008 la ruta se acortó a Wąwolnica debido a los deterioros del viaducto). También se realizaban viajes especiales a petición de los interesados en cualquiera de los tramos disponibles. Asimismo, estaba prevista la reanudación del transporte de mercancías, pero en la práctica sólo se realizó en el año 2003. A finales de 2008, debido a la falta de rentabilidad de la Asociación Ferroviaria de Transporte Local, dimitió de la administración de este ferrocarril.
El nuevo operador fue la Autoridad de Carreteras del Distrito de Opole Lubelskie y en el verano de 2011 el ferrocarril reanudó su funcionamiento con el nuevo nombre de Ferrocarril de vía estrecha de Vístula. 
En 2012, el ferrocarril transportó a más de 13.000 personas. En la temporada 2013 (mayo - septiembre) el ferrocarril funcionaba en el tramo entre Karczmiska y Polanówka, Karczmiska y Opole Lubelskie y entre Karczmiska y Poniatowa. Tras la reconstrucción del viaducto dañado en Rogalów y la renovación de la ruta Nałęczów - Karczmiska, estaba previsto restablecer el tráfico en este tramo. Según el plan, esto debía ocurrir en 2017-2019, sin embargo, las obras valoradas en casi 8,5 millones de zlotys (incluidos 5,4 millones de zlotys de fondos de la UE) se han pospuesto a 2018-2020. El proyecto incluía la sustitución de unas 10.000 traviesas de ferrocarril, la reparación de tres puentes y de un viaducto, así como de 39 obras de drenaje y 21 pasos a nivel. Se construirán nuevos andenes (entre otros en Kęble, cerca del santuario mariano), mientras que en Opole Lubelskie, Niezabitowo, Wąwolnica y Nałęczów realizarán cruces y aparcamientos. En el futuro, el tramo Karczmiska - Wilków también será revitalizado, junto con la reconstrucción de la vía hasta la ribera del Vístula, aunque no se dan fechas de esta inversión.
En 2018, el ferrocarril transportó a 19.800 pasajeros. En ese momento, operaba con una longitud de vía de 20 km.

## Tramos de Ferrocarril de vía estrecha de Vístula existentes en la actualidad
- Nałęczów Wąskotorowy (contacto con la red de ancho internacional) – Wąwolnica – Niezabitów – Obliźniak (apeadero) – Wymysłów – Karczmiska Pierwsze
- Karczmiska Pierwsze – Głusko (apeadero) – Leszczyniec – Rozalin
- Rozalin – Opole Wąskotorowe
  - el ramal de la estación Opole Wąskotorowe – almacenes de tabaco en Opole Lubelskie, no disponibles debido a la liquidación de un desvío en la estación
  - el ramal de la estación Opole Wąskotorowe – Cukrownia Opole, en la propia fábrica de azúcar, la mayoría de las vías ya han sido retiradas
- Rozalin – Poniatowa
  - un ramal de vía hacia la antigua GS (Gminna Spółdzielnia) en Poniatowa, no disponible debido a la falta de un trozo de vía
  - el apartadero de la antigua fábrica de Ed en Poniatowa, en la zona de la propia fábrica ya se han retirado las vías
- Karczmiska Pierwsze – Karczmiska Polana – Polanówka – Żmijowiska – Urządków – Wilków Wąskotorowy, debido al robo de la vía entre Polanówka y Żmijowiska que tuvo lugar en 2004, actualmente sólo se puede acceder a una parte de este tramo desde el lado de Karczmisk.

La denominación de las estaciones/paradas se basa en los últimos horarios de los PKP, notas:
- Karczmiska Polana - parada para el tráfico turístico, designada tras la liquidación del tráfico normal de pasajeros
- Leszczyniec - mencionado sólo en los horarios más antiguos, hasta 1924
- Nałęczów Wąskotorowy – su nombre original (según el horario de 1918) era Wąwolnica H.B., más tarde Wąwolnica Dworzec y Wąwolnica Wąska, el nombre actual introducido en 1925, esta estación (y la estación internacional adyacente Nałęczów) se encuentra en el pueblo de Drzewce-Kolonia
- Wąwolnica – su nombre original (según el horario de 1918) era Wąwolnica Std., posteriormente Wąwolnica Miasto, nombre actual introducido en 1925
- Wilków Wąsk. - la estación se encuentra en la localidad de Wilków-Kolonia
- Żmijowiska – su nombre original (según el censo de 1926) era Szczekarków, la estación estaba situada en el pueblo de Szczekarków-Kolonia

## Tramos de Ferrocarril de vía estrecha de Vístula liquidados
- el ferrocarril privado de tracción animal (tirado por caballos) Niezabitów - Łubki, más tarde había un corto ramal de la estación Niezabitów al otro lado de la carretera
- el ramal en la ruta Rozalin - Opole Wąsk. en el pueblo de Ruda Opolska
- el ramal Opole Wąsk. - PZGS en Opole Lubelski
- la antigua GS en Poniatowa - centro de la ciudad de Poniatowa (actualmente en este lugar se encuentra la calle 1º de Mayo)
- el ramal en el camino entre Karczmiska y Polanówka hasta la gravera cerca del pueblo de Karczmiska Pierwsze
- el ramal entre la estación de Żmijowiska y el ladrillar en Szczekarków-Kolonia, tal vez en la zona de este tejar también había un ferrocarril separado de la excavación
- Żmijowiska - fábrica de procesamiento de frutas y verduras (originalmente una fábrica de azúcar) Zagłoba - Folwark Brzozowa (ahora el pueblo de Kolonia Brzozowa) - Kępa Chotecka (orilla del Vístula)
  - el ramal en el pueblo de Zagłoba a lo largo de la carretera
- Wilków Wąsk. - orilla del Vístula, cerca del pueblo de Machów-Czupel

Nota: Zagłoba aparece en la lista de estaciones, paradas y bodegas de los PKP de 1926 bajo el nombre de Rybaki.

### Ferrocarriles clausurados de la fábrica de azúcar de Opole, que estaban conectados al Ferrocarril de vía estrecha de Vístula a través de la zona de la fábrica de azúcar
- Azucarera de Opole - Świdno
  - el ramal a la Cooperativa Lechera de Distrito de Opole Lubelskie
  - el ramal entre los pueblos de Skoków y Puszno Skokowskie
  - el apartadero en el pueblo de Puszno Skokowskie
- Azucarera de Opole - Niezdów - Łaziska - Janiszów - Piotrawin (orilla del Vístula)
  - la circunvalación del pueblo de Niezdów
  - Łaziska - Folwark Łaziska Średnie
  - el ramal en el pueblo de Łaziska
  - Janiszów - Głodno

## Otros ferrocarriles de vía estrecha cerrados en los alrededores de Nałęczów
- El Ferrocarril económico de Bełżyce - probablemente de 750 mm de ancho, construido en 1940/41, previsto para conectar con el Ferrocarril de vía estrecha de Vístula, inmediatamente después de la guerra (1944/45) desmantelado por la población local.
- El Ferrocarril de la Azucarera de Garbów - al norte de la estación de Nałęczów había una red de vía estrecha de 750 mm perteneciente a la Azucarera de Garbów, que también tenía un contacto con la red de vía internacional en esta estación. A pesar de ello, y de tener el mismo ancho de vía, el ferrocarril de la Azucarera no tenía una conexión directa permanente con el Ferrocarril de vía estrecha de Vístula que venía del lado opuesto. El intercambio de material rodante entre los dos ferrocarriles de vía estrecha se realizaba mediante plataformas de tramos que se colocaban temporalmente a través de la línea de vía internacional.
- El Ferrocarril de la Azucarera de Lublin - al este de Nałęczów, cerca de la estación de Sadurki era uno de los ferrocarriles de vía estrecha de la Azucarera de Lublin, que más tarde fue explotado por la Azucarera de Garbów.
- El Ferrocarril de la fábrica de ladrillos de Lopatki – con un ancho de vía probablemente de 600 mm, inicialmente iba de la fábrica de ladrillos al patio de carga en la estación de Łopatki de ancho internacional (ahora una parada de pasajeros), más tarde fue reubicado y recorrió desde la fábrica de ladrillos hasta la cantera de arcilla, desmantelado en la década de 1990.

## Material rodante

### Presente
- Las locomotoras diésel Lxd2-283 y 297 en funcionamiento, Lxd2-348 retirada
- Los vagones de pasajeros tipo A20D-P de la serie Bxhpi de la fábrica FAUR.[5]
- Los vagones de pasajeros de verano abiertos de la serie BTxhi.[5]
- Cerrado CWO Lyd2-02